# Alfred Schütz

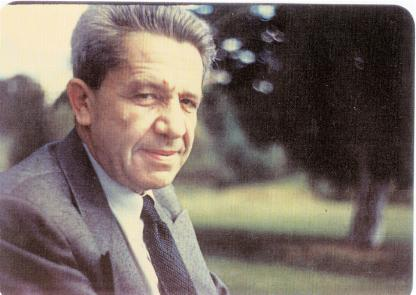

Alfred Schütz (Wenen, 13 april 1899 - New York, 20 mei 1959) was een Oostenrijks filosoof en socioloog.

## Leven
Hij werd in 1899 in Oostenrijk geboren in een Weens middenklassengezin. Hij volgde een klassieke middelbareschoolopleiding, en deed veel aan muziek. Op zijn 17e volbracht hij tijdens de Eerste Wereldoorlog in een van de hevigste gevechten in Italië zijn militaire dienst. (Op deze oorlogservaring en zijn terugkeer in de maatschappij is mede zijn latere opstel The homecomer gebaseerd.) Geheel vervreemd van de maatschappij kwam hij terug in Oostenrijk, een land dat geheel in crisis was. In zijn rechtenstudie werd een belangrijk deel gevuld met economie, sociologie en filosofie. Zijn bekendste docenten waren Hans Kelsen (rechten) en Ludwig von Mises (economie). Zijn doctoraal behaalde hij in hetzelfde jaar (1920) als zijn vriend, de latere filosoof Felix Kaufmann. Vlak daarvoor kreeg hij een baan bij een associatie van Weense banken. Dit werk, dat zijn bestaan enige zekerheid gaf, bood hem de mogelijkheid om in zijn vrije tijd te blijven studeren en schrijven. Hij onderhield over zijn wetenschappelijke werk voortdurend contact met Kaufmann, die zich iets dichter bij de positivisten van de later in '29 opgerichte Wiener Kreis opstelde. Kaufmann verkreeg in 1922 nog zijn doctoraal filosofie en werd aangesteld als ongesalarieerd Privatdozent in de filosofie van het recht. De sociale wetenschappen werden destijds hoofdzakelijk bestudeerd in de faculteiten van de Rechts und Staatswissenschaften. Gesalarieerde academische carrières waren niet beschikbaar. Kaufmann kon zich kennelijk in tegenstelling tot Schütz een dergelijke positie permitteren. Schütz nam echter wel deel aan de Seminars van de econoom Mises.

## Werk
Vanaf de beëindiging van zijn studie zocht Schütz naar concepten om de onvolkomenheden van Webers sociologie te overwinnen. Hij onderschreef tijdens zijn studie, en mogelijk tot 1924 de neokantiaanse positie. Toen hij wellicht al onder invloed van Henri Bergson zijn neokantiaanse positie verlaten had kwam zijn Bergsonproject op gang. Hij werkte daar van 1924 tot 1928 aan. Daarin komen alle thema's die later in zijn bekend geworden "Der sinnhafte Aufbau" behandeld worden al aan de orde. Waarschijnlijk kon dit allesomvattende werk daarom later in twee jaar geschreven worden. Het is belangrijk om in te zien waarom hij Kant verwierp, en ook de eerste geschriften van Edmund Husserl niet geschikt achtte om Max Weber te perfectioneren. Hij koos om deze redenen eerst voor Bergson. Het Bergsonproject mislukte uiteindelijk toch. In de inleiding van zijn Bergson-studie zet Schütz zijn positie t.o.v. Husserl en Kant uiteen. Sinds Immanuel Kant was het streven centraal komen te staan om de sferen van onze wereld zo nauwkeurig mogelijk ten opzichte van elkaar af te grenzen. Men probeerde om objecten onder een minimumaantal categorieën te laten vallen met behulp van formele procedures. Dit is uiteraard ook belangrijk om de sfeer van de sociale wetenschap te kunnen vaststellen. Schütz stelt dat dit opsporen van de verschillende sferen van de werkelijkheid op twee manieren kon. De kantianen achterhalen de productie van het object door de methode, terwijl Husserl vond dat reeds bestaande sferen via zuivering van begrippen geïdentificeerd moesten worden. Schütz acht beide methoden van groot belang voor de natuurwetenschap, maar ongeschikt voor de sociale wetenschap. 
Kant poogde via het zuivere redeneren bijvoorbeeld de sfeer van de godsdienst af te bakenen. De a priori in de geest bestaande noodzakelijke regels waarmee gedacht werd (Denknotwendigkeiten) gaan volgens Kant vooraf aan de sensoriële perceptie van objecten. Het subjectieve ligt achter deze rede, is er onafhankelijk van, en moet volgens Kant onbepaald blijven. De categorieën die de wetenschap creëert worden zinloos als ze op dit vrije creatieve leven worden toegepast. De rede die vooraf bestaat bepaalt wat zinvol is en wat niet. Schütz is echter met Bergson de overtuiging toegedaan dat dit een ongeoorloofde inperking is ten opzichte van de veel complexere gebeurtenissen die zich in het bewustzijn afspelen, waaruit elke rede afgeleid moet worden. Het bewustzijn houdt zich niet aan Kants categorieën, maar creëert ze. Kant veronderstelde zo bijvoorbeeld dat aan symbolische systemen zoals de taal betekenis-immanente wetten ten grondslag lagen. Het Bergson-project had als neven oogmerk om dit formalisme ten aanzien van de taal (denk aan Ludwig Wittgenstein) te bestrijden. Door het symbolische karakter van het product 'taal' kon volgens Schütz nooit een volledig begrip van dit product worden bereikt.
Husserls Logische Untersuchungen (LU)(1901) en Ideeën 1 (1913) verwierp Schütz eveneens voor de oplossing van de afzondering van de sfeer van het sociale. De reden hiervoor is niet dat Husserl de sfeer van het bewustzijn niet zonder voorafgaande a priori's onderzocht, maar dat hij in de L.U. de sfeer die voorafgaat aan het wetenschappelijk redeneren niet onderzocht. Het is Henri Bergson die zich daar al uitgebreid mee bezig had gehouden. Een aantal noties die Bergson in dit verband ontwikkeld had blijven voor Schütz ook later van belang, met name Essai sur les données immédiates de la conscience (1889) en Matière et mémoire (1896). Ook verwierp hij Husserl, omdat hij niet inzag hoe de constitutie van wetenschappelijke begrippen opgehelderd kon worden als niet eerst duidelijk werd hoe bepaald kon worden wat intersubjectieve opheldering van betekenisvolle begrippen überhaupt inhoudt. Volgens Schutz moet op concepten die die vraag beantwoorden elke notie over de intersubjectieve realiteit al dan niet wetenschappelijk gebaseerd worden. Op dat punt ziet Schütz dan al de betekenis van het werk van Max Scheler in. (Wesen und Formen der Sympathie, 1923) 
Het Bergson-project mislukte echter omdat de theorie van Bergson te weinig rationeel was, en te veel een intuïtionistische psychologie voorstond. De introspectieve data van Bergson bleken niet geschikt om een sociologische theorie van intersubjectief begrijpen tot stand te brengen. Bergson ontkende verder op vele punten de mogelijkheid om de sfeer van het bewustzijn systematisch te kunnen benaderen.
Toen Husserl zich bezig ging houden met de voorwetenschappelijke wereld, en met het probleem van de intersubjectiviteit, en dat deed met een strikt rationele methode, liet Schütz zijn Bergsonproject (waarschijnlijk eind 1927) vallen, en begon hij met zijn vriend Kaufmann aan een intensieve studie van Husserls werk. Hij begon vanaf dat moment met Der sinnhafte Aufbau. Hij bestudeerde nu ook de latere werken van Husserl (Vorlesungen zur Philosophie des inneren Zeitbewusstseins dat net uit was, Formale und transzendentale Logik (1929) en zijn Cartesiaanse Meditaties (1931). 
Het eerste boek Der sinnhafte Aufbau der sozialen Welt voltooide hij begin 1932. Hij dicteerde het aan zijn vrouw Ilse die het uittypte. De uitgave werd gefinancierd en via onderhandelingen geregeld door Otaka, een vriend uit Japan die wetenschappelijk gelijksoortige doelen had als Schütz. Dat was nodig, omdat onbekende auteurs hun boeken niet zomaar gepubliceerd konden krijgen. Kaufmann becommentarieerde en corrigeerde het werk. Schütz verduidelijkte op aandringen van Kaufmann vele termen die hij uit Husserls' filosofie had overgenomen. 
In april 1932 stuurt Schütz met veel dank aan Kaufmann hem de eerste kopie van het boek. Door uitputting en tijdgebrek zegt Schütz gedwongen te zijn verdere veranderingen aan het werk achterwege te laten. Hij liet het werk vervolgens aan Husserl lezen die hij zo persoonlijk leerde kennen, hetgeen tot Husserls dood in 1938 zou resulteren in een lange onderlinge uitwisseling van gedachten. Hij schrijft Kaufmann in juni al vanuit Freiburg waar hij Husserl bezocht, dat zij onafhankelijk in staat zijn gebleken Husserls werk juist te interpreteren en verder te ontwikkelen. Husserl vraagt Schütz om zijn Logische Untersuchungen (1901) en Cartesiaanse Meditaties (1931) te becommentariëren. Hoewel hij destijds nog op een onduidelijke manier afstand hield tot Husserl waren deze besprekingen toen reeds kritisch. Husserl bood hem aan zijn assistent te worden in Freiburg, een aanbod wat Schütz afsloeg.
Voor Schütz en Weber is handelen betekenisvol of zinvol handelen (anders gaat het om gedrag). De betekenis is verbonden met de motieven, plannen of doelstellingen van de actor. Schütz maakt nadrukkelijk onderscheid tussen het perspectief van de actor en dat van de waarnemer (bijvoorbeeld de socioloog), tussen dat van Ego en dat van Alter. Hij beklemtoont het onderscheid tussen de betekenisconstitutie door Ego en door Alter. Voor Schütz kan betekenis nooit volledig gedeeld worden. Dit is in tegenstelling tot Max Weber die stelt dat de actor de betekenis van zijn eigen handelen niet kent, die kan namelijk verborgen zijn. Schütz zoekt naar de constructieprincipes die gebruikt worden om intersubjectieve overeenstemming tot stand te brengen, zonder dat individuen volledig inzicht hebben in de subjectieve betekenis van elkaars handelen.
Schütz onderscheidde het opdat-motief (Um-zu-Motiv) van het omdat-motief (Weil-Motiv). Het opdat-motief is de wens een bepaald doel te bereiken. Dit gaat vooraf aan handelen 'opdat' dit doel gerealiseerd wordt. Het is gebaseerd op verwachtingen over de toekomst, terwijl het omdat-motief is gebaseerd op gebeurtenissen uit het verleden. Dit gaat vooraf aan handelen 'omdat' zaken eerder hebben plaatsgevonden. Als het omdat-motief volgt op het opdat-motief en voor beide partijen betekenis heeft, dan is er sprake van interactie. Zo is het uitsteken van een hand bij een ontmoeting een handeling 'opdat' de ander dit als groet opvat, terwijl de beantwoording hiervan tot stand komt 'omdat' de eerste een hand uitstak.

## Invloed op tijdgenoten
Voor de Anschluss vertrok Schütz naar Parijs, waar hij onder andere Maurice Merleau-Ponty en Aron Gurwitsch persoonlijk leerde kennen. Mij is onbekend of voor Schütz zijn joodse afkomst daarbij een rol heeft gespeeld. Gurwitsch had via Husserl van Schutz gehoord. Door Husserl kregen zij contact in Parijs. Gurwitsch had onderzoek bij Husserl gedaan, en werkte samen met andere pioniers op het gebied van de gestaltpsychologie (Kurt Goldstein en Adhemar Gelb). Hij gaf lezingen aan de Sorbonne die door Merleau-Ponty gevolgd werden. Schütz en Gurwitch waren voor elkaar de meest intensieve studiegenoten. Dat zou zo blijven tot Schütz' dood in 1959. 
In 1939 emigreerde hij naar de Verenigde Staten van Amerika, hetgeen vergemakkelijkt werd door het feit dat zijn werkgever ook daarheen uitweek. Daar ging hij door met zijn onderzoekingen. Hij was een van de oprichters van de International Phenomenological Society (1939), en werd redacteur van het door deze Society uitgegeven tijdschrift Philosophy and Phenomenological Research. Hij begon in 1943 college te geven aan de New School for Social Research in New York. Dit was destijds een plaats van samenkomst voor vele gevluchte Europese wetenschappers. Hij onderhield contact met Kaufmann die ook naar de V.S. gevlucht was. Hij begon contacten te leggen met vele Amerikaanse wetenschappers, en werd door enkele van hen beïnvloed. Zijn discussie met Talcott Parsons is zeer bekend geworden. Vanaf 1952 tot zijn dood in 1959 was hij hoogleraar aan de School for Social Research, en maakte hij enige school. Thomas Luckmann en Peter Berger zijn zijn bekendste leerlingen geworden. Verder zijn Garfinkel als de grondlegger van de etnomethodologie, en in mindere mate Paul Ricoeur bekende figuren die door Schütz beïnvloed zijn. Zijn interesse en geschooldheid in de filosofische problemen van de Geisteswissenschaften gaven hem in de sociale wetenschap op een aantal punten een voorsprong op de hoofdzakelijk mathematisch geschoolde Husserl. Hij anticipeerde in zijn eerste werk op een aantal oplossingen van problemen waar Husserl zich pas aan het einde van zijn leven uitgebreid mee bezig zou gaan houden.

## Latere werken
Schütz heeft na zijn eerste boek zijn gedachten nooit meer integraal bijeengebracht. In een dertigtal artikelen heeft hij zijn ideeën verder ontwikkeld en aangescherpt. De grondstructuur van zijn denken zoals dat te vinden is in Der sinnhafte Aufbau is gehandhaafd gebleven. Door zijn zeer voorzichtige werkwijze, waarin hij zich nooit heeft laten verleiden om te snel voor een bepaalde positie te kiezen, wordt Schütz' werk gekenmerkt door een grote mate van eenheid en consistentie. Aan het einde van zijn leven heeft Schütz nog een poging ondernomen zijn gedachten in een werk uiteen te zetten. Voordat dat werk voltooid kon worden overleed hij. Dit door Thomas Luckmann voltooide werk laten we hier verder buiten beschouwing, evenals de inmiddels gepubliceerde manuscripten uit Schütz' Bergson periode voorafgaande aan Der sinnhafte Aufbau.
- Bibsys: 90330831
- Biblioteca Nacional de España: XX1424406
- Bibliothèque nationale de France: cb12053871x (data)
- Catàleg d'autoritats de noms i títols de Catalunya: 981058508994406706
- CiNii: DA00280869
- Gemeinsame Normdatei: 118611135
- International Standard Name Identifier: 0000 0001 2127 2978
- Library of Congress Control Number: n50003183
- Nationale Bibliotheek van Letland: 000063814
- Bibliotheek van het Japanse parlement: 00455845
- Nationale Bibliotheek van Tsjechië: jn20020201004
- Nationale bibliotheek van Australië: 35483906
- Nationale Bibliotheek van Israël: 987007313711105171
- Nationale Bibliotheek van Polen: a0000001183353
- Nationale en Universitaire bibliotheek Zagreb: 000266698
- Nederlandse Thesaurus van Auteursnamen: 068539789
- Istituto Centrale per il Catalogo Unico: RAVV009944
- LIBRIS: 199670
- SNAC: w66d9wj5
- Système universitaire de documentation: 028771265
- Trove: 969543
- Virtual International Authority File: 34476467
- WorldCat: E39PBJjxxkqpvWcVCgCx6ybw4q